# Mauricio Eugenio Magliano
Mauricio Eugenio Magliano (Buenos Aires, 22 de enero de 1920 - Río Gallegos , 31 de mayo de 1974), fue un Obispo católico argentino. Fue Maestro en la escuela de Don Bosco de la Diócesis de San Isidro, cargo que desempeñó hasta que el 12 de junio de 1961, en donde San Juan XXIII lo nombró obispo titular de la diócesis de Río Gallegos.

## Vida

### Primeros años y sacerdocio
Monseñor Mauricio Eugenio Magliano nació en San Isidro, provincia de Buenos Aires, el 22 de enero de 1920 en el seno de un hogar cristiano. Su padre Bernardo y su madre Catalina, se esmeraron en darle al pequeño Mauricio una sólida educación cristiana.
En el año 1926 las aulas y los patios del Colegio Santa Isabel (Obra de Don Bosco) vieron ingresar al pequeño Mauricio en calidad de alumno de Primer Grado Inferior. Aún vivía el Padre Castiglia (fundador abnegado de la Obra Salesiana en San Isidro), aureolado por una gloriosa vejez. El niño Mauricio Magliano preparado por la hábil mano del Padre Castiglia se dispuso a recibir su Primera Comunión. Ya en 1930, cuando sólo contaba con diez años de edad, era un activio socio de la Compañía de la Inmaculada y generoso Catequista del Oratorio Festivo que funcionaba en el mismo Colegio. Ya desde entonces demostró tener indicios de vocación al sacerdocio aquel que con el correr de los años debía ser el Primer Obispo de Río Gallegos.
En el año 1932 concluyó Sexto Grado, mereciendo el Tercer Premio de todo el curso. El año 1933 el Colegio Nacional de San Isidro lo contó como alumno de Primer Año. En el año 1934, secundando su irresistible y clara vocación al sacerdocio en las filas de la Congregación Salesiana, ingresó en el Aspirantado de Bernal. En enero de 1937 recibía la sotana iniciando el Noviciado que coronó con la Primera Profesión Religiosa en enero del año siguiente. A partir de ese momento, ya joven salesiano, dedicóse con ardor a los estudios de magisterio y filosofía. En el año 1941 recibió su título de Maestro Normal Nacional y un año después concluyó brillantemente el curso filosófico. El 31 de enero de 1942 era destinado al Colegio Salesiano de Ramos Mejía en calidad de maestro para cumplir una etapa fundamental en el proceso de su formación sacerdotal y salesiana: el trenio práctico que cumplió contando con la admiración de sus Superiores, Compañeros y alumnos que aún lo recuerdan con cariño y simpatía. En febrero de 1945 ingresaba en el Estudiantado Teológico Internacional "José Clemente Villada y Cabrera" (próximo a las serranías cordobesas) donde al contacto con la naturaleza pródiga en bellezas naturales y bajo la sabia dirección de superiores plasmó su alma sacerdotal culminando el 18 de setiembre de 1948, fecha en la cual el Excmo.Mons. Fermín Laffitte, entonces arzobsipo de Córdoba, le confirió la sagrada orden del presbiterado.
Al día siguiente rezaba su primera misa rodeado por sus padres, familiares, amigos y compañeros. Poco tiempo después fue enviado a Europa para perfeccionarse en sus estudios eclesiásticos. En noviembre de ese mismo año se inscribía como alumno regular de la Facultad de Derecho del Pontificio Ateneo Salesiano, en Italia, donde, tres años más tarde, en diciemrbre de 1951 se graduaba como Doctor en Derecho Canónico. De regreso a su patria fue destinbado al Colegio Salesiano de Bernal en calidad de Consejero Escolar de los alumnos elementales hasta el año 1955 en que fue enviado a dirigir el Colegio Salesiano Nuestra Señora de Luján de Río Gallegos. El 6 de diciembre de 1955 se hizo cargo de sus nuevas funciones. Durante los cinco años y medio que rigió los destinos del Colegio Salesiano y de la Parroquia de Río Gallegos y de la Vicaría Foránea de Santa Cruz, demostró relevantes cualidades de Pastor de Almas, de Superior, de Religioso Observante, de Organizador y de Firme Baluarte de los Principios Católicos.

### Obispo
S. S. Juan XXIII le encomendó el gobierno de la Diócesis de Río Gallegos, creada el 10 de abril de 1961, nombrándole primer obispo. El 10 de setiembre, el Excmo. Cardenal Antonio Caggiano asistido por el Excmo.Monseñor Carlos M. Pérez y por el Excmo. Monseñor Miguel Raspanti, consagró Obispo a Monseñor Magliano. El 17 de setiembre, un día antes de cumplir 13 años de sacerdocio, en la Iglesia San José del Colegio Santa Isabel entonaba su Primer Pontifical asistido por varios sacerdotes exalumnos del mismo Colegio.

### Muerte
Monseñor Magliano falleció el 31 de mayo de 1973 sucediéndolo en el gobierno pastoral monseñor Miguel Ángel Alemán con el lema episcopal “Justicia y Paz”, quien falleció en Buenos Aires el 11 de marzo de 1992 y sus restos fueron trasladados a esta ciudad, donde yacen en la Capilla del Obispado.
| Predecesor: Nueva Creación | Obispo de Río Gallegos 1961 - 1974 | Sucesor: Monseñor Miguel Ángel Alemán |